# Jeopardy!
Jeopardy! är en frågesport i TV som premiärvisades i amerikansk TV den 30 mars 1964 och har spridit sig till många länder. Den amerikanska originalversionen skapades av TV-mannen Merv Griffin, som bland annat även hade en egen talkshow. Det karaktäristiska med Jeopardy! är att programledaren presenterar svaren, och de tävlande som ställer frågorna till svaren. Namnet kommer av det engelska verbet to jeopardize, som betyder sätta på spel, riskera eller satsa och substantivet jeopardy som betyder risk. Anledningen är att spelarna har möjlighet att i finalen satsa alla sina pengar på en fråga, och om de "frågar" rätt vinner det dubbla.

## SvenskaJeopardy!

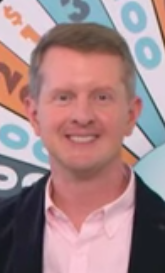
Ken Jennings, alternerande värd för Jeopardy! sedan 11 januari 2021.

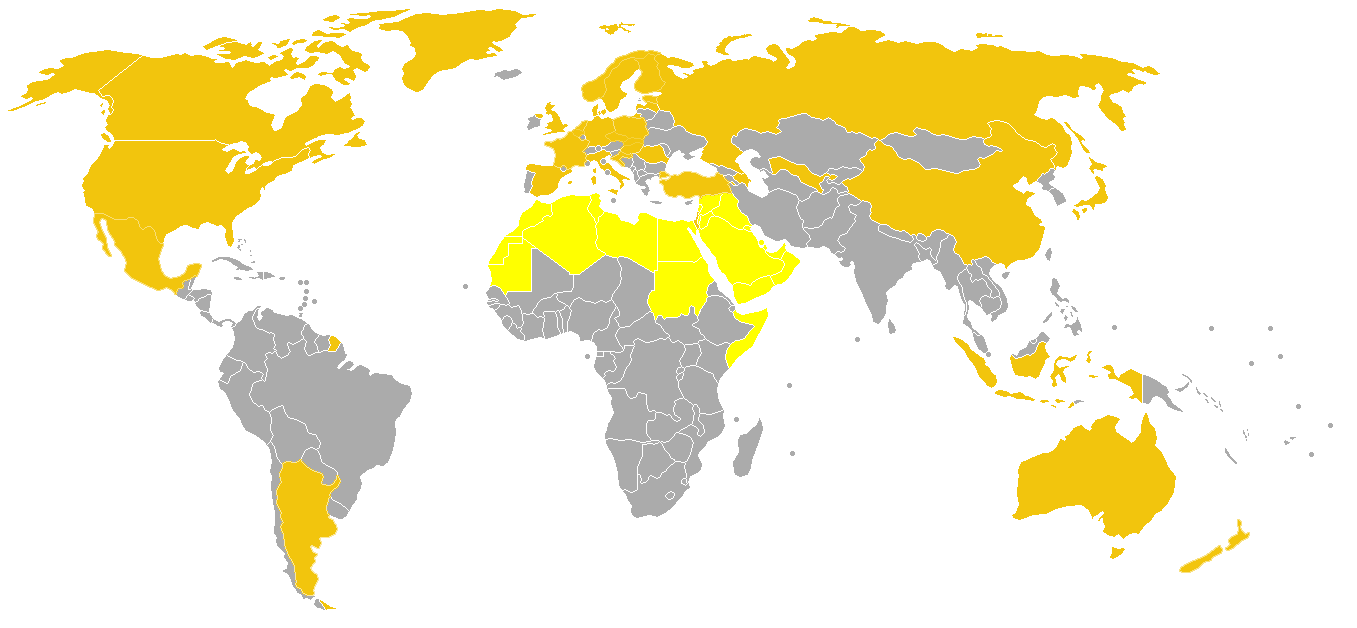
Länder i världen som sänder/sänt Jeopardy!

I Sverige började Jeopardy! sändas 13 september 1991 i TV4. Det eftersändes och var i allmänhet en halvtimme långt, med en reklampaus. Programmet visades till en början under helgkvällar men övergick snart till att primärt visas under vardagskvällar i TV4. Programledare från starten och fram till 15 december 2005 var Magnus Härenstam. Under Härenstams tid gjorde ljudteknikern Stefan Brag den röst som presenterade de tävlande och programledaren samt presenterade priserna och kategorierna på spelplanen. Domare var under en tid Malte Andreasson, som senare arbetade kvar på TV4.
Magnus Härenstam noterades i svenska upplagan av Guinness world records 2001, som "meste frågesportledaren i svensk tv". Då hade han lett 1 652 avsnitt av Jeopardy! och skulle komma fortsätta några år till. Efter 14 år som programledare för frågesporten fick Magnus Härenstam sluta eftersom TV4 ansåg att reklamen i pausen riktade sig till andra tittarmålgrupper och därför ville föryngra programmet. Hans efterträdare i Jeopardy! blev Adam Alsing. Det första programmet med honom som programledare sändes måndagen den 6 februari 2006. Röstpresentatören Brag ersattes av Max Lorentz. I samband med programledarbytet ändrades också dekoren i programmet och tävlingsfrågorna anpassades till den nya målgruppen, bland annat genom fler nutidsfrågor. Svenska Jeopardy! ökade sedan tittarsiffrorna något, även om det inte var tal om miljonsiffror. Det sista programmet med Adam Alsing sändes under 2007.
TV4 har sedan 2008 inte haft några planer på att börja sända programmet igen.
På spelsajten Blip.se (nedtagen årsskiftet 2010/2011) som ägs av TV4 kunde besökarna spela en webbversion av frågesporten. 2004 kom Jeopardy! som sällskapsspel på svenska. Under våren 2006 kunde man köpa Jeopardylotten som var en skraplott. Lotteriet anordnades av Folkspel och dragning skedde i tv-programmet. Lotten gällde för en veckoomgång och kostade 25 kronor.
I januari 2014 meddelade MTG att de för TV8:s räkning hade köpt in 80 avsnitt av Jeopardy. Programmet började sändas under hösten 2014.  Programledare var Pontus Gårdinger. 
Vinstmöjligheterna ökades så att spelplanen i första omgången blev 200, 400, 600, 800 och 1000. På den andra 400, 600, 800, 1000, 1200 och 1600 kr. 
Ett nytt rekord när det gäller vunna pengar sattes av Daniel Torbjörnsson från Enskede som fram till den 18 november 2015 hade lyckats vinna 277 200 kronor. 
Han vann nio program, vilket gav en genomsnittsvinst på 30 800 kronor.
I januari 2023 hade Jeopardy! nypremiär på Kanal 5. Denna gång med Mikael Tornving som programledare. Första säsongen består av 13 avsnitt och 27 kändisar tävlar om att bli stormästare.

## Regler

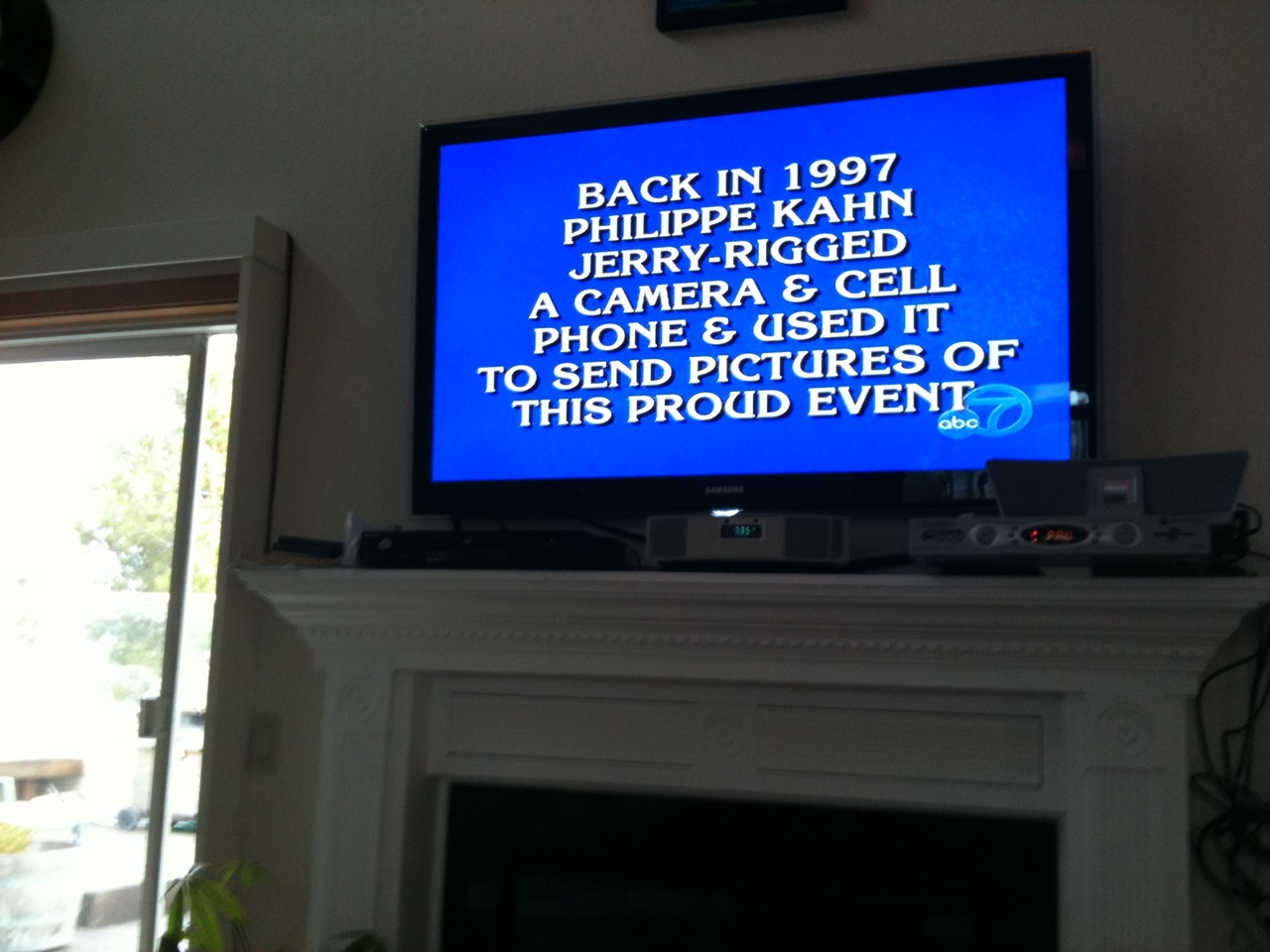
Ett frågesvar i engelskspråkiga Jeopardy!

I varje omgång ställs stormästaren (den person som vann förra omgången) mot två utmanare. En spelplan med fem frågor av varierande svårighetsgrad per kategori finns tillgängliga för spelarna. Det finns sex kategorier. Ju svårare frågan är desto större monetärt värde har den. En spelare väljer vilken kategori och vilken svårighetsgrad han eller hon vill ha och sedan får den spelare som snabbast trycker på sin knapp möjlighet att inom fem sekunder formulera ett "svar". Är svaret korrekt tjänar spelaren så mycket pengar som frågan är värd och är svaret felaktigt förlorar han/hon så mycket. Vid felaktigt svar får de andra spelarna möjlighet att svara på frågan och när antingen frågan är korrekt besvarad, alla tre har svarat fel eller tiden har gått ut fortsätter spelet genom att den person som hade rätt senast får välja en ny kategori och svårighetsnivå. Om man har 200 kronor och svarar fel på en fråga värd 300 hamnar man på -100 kronor, så man kan alltså "sjunka" hur långt ner som helst, men har naturligtvis ingen återbetalningsskyldighet i riktiga pengar, om man på slutet har ett minusbelopp. Det enda straff man får är, att man inte får delta i finalen.
Det som skiljer Jeopardy! från andra frågespel är att spelarna ska svara med en fråga. Om det rätta svaret till exempel är 1834 får man inte svara "1834". Detta godkänns inte, utan man ska svara "Vad är 1834?", vilket är korrekt. Spelledaren ställer heller aldrig några frågor utan ger endast svaren, till exempel "Så många var de små dvärgarna" och inte "Hur många var de små dvärgarna". Frågorna kan passa in på väldigt många svar, så i omvänd ordning skulle det inte gå att avgöra vilken fråga som skall ställas. Exempel: Spelledaren ger svaret "Året då Gustav Vasa dog". Frågan blir då "Vad var 1560?". Om däremot spelledaren skulle fråga "Vad var 1560?" skulle ju inte bara Gustav Vasas död passa som svar, utan även Erik XIV:s trontillträde med mera.
Har en spelare tur (eller otur?) kan han eller hon hitta en dubbelchans på spelplanen. Då får spelaren först satsa en viss summa varefter spelledaren ställer en "fråga" som endast den spelare som hittade dubbelchansens får "svara" på. Namnet dubbelchans kommer av att spelaren har möjlighet att dubblera sina pengar och den heter i den amerikanska versionen "Daily Double". På första spelplanen finns en och på andra två dubbelchanser, varför det alltså finns en teoretisk chans att varje spelare hittar en dubbelchans var. Om man hittar en dubbelchans innan man har några pengar eller har mindre än spelplanens högsta belopp kan man få "låna" upp till detta belopp, för att komma någon vart i dubbelchanserna. Svarar man rätt får man så mycket pengar som man satsade svarade man fel förlorar man summan. 
Efter att alla spelplaner har avklarats inträffar finalen. I den får endast de spelare som har mer än noll kronor vara med, eftersom man måste ha en summa att satsa. Spelledaren presenterar ett ämne och därefter får spelarna satsa hur mycket av sina pengar de vill på detta ämne, efter hur väl de tror sig kunna klara själva frågan. Sedan presenteras frågan och spelarna får efter en halv minuts betänketid presentera sina svar i skriven form. Den spelare som efter det har mest pengar vinner omgången. Om flera spelare hamnar på samma summa delar de vinstplats och det kan alltså bli både två och tre stormästare, vilket dock är ovanligt.

## Regler specifika för Sverige
Grundomgången består av två spelplaner, vardera med sex kategorier med fem frågor i. På den första spelplanen är frågorna i kategorierna värda 100, 200, 300, 400 och 500 kr. På den andra 200, 400, 600, 800 och 1000 kr. På den första spelplanen finns en dubbelchans och på den andra två. Detta betyder att det teoretiska största beloppet att vinna är 283 200 kr. Detta belopp förutsätter att samma spelare svarar rätt på alla frågor, att dubbelchanserna ligger på lägsta nivån, att dubbelchanserna tas som de sista frågorna i respektive omgång och att spelaren satsar alla pengar vid dubbelchanser och i finalen.
Spelarna vet inte hur mycket pengar deras motståndare har, förutom efter första spelplanen då spelledaren berättar för dem hur mycket pengar var och en av dem har.
Våren 2005 avskaffades gränsen för fem vinster, en rekommendation från franchiseproducenten Harry Friedman, som hade avskaffat den i september 2003 på den amerikanska versionen, vilket ledde till programmets popularitet under Ken Jennings 74 vinster från juni. till november 2004. Spelare fortsätter att spela tills de är besegrade.
Angående svaren så räcker det med att de tävlande ställer en fråga, där man svarar "vem är..." eller  "vad är..." till varje svar.

## Svenska vinnare
- Vunnit mest pengar (TV4): Anders Holmqvist: 179 900 kronor
- Vunnit mest pengar (TV8): Daniel Torbjörnsson: 277 200 kronor
- Medverkat flest gånger: Daniel Torbjörnsson: 19 gånger
- Vunnit flest gånger: Daniel Torbjörnsson: 14 vinster (9 i TV8, 5 i TV4)
- Vunnit flest gånger i följd: Arvid Gidhagen: 12 vinster
- Stormästare våren 2023: Jonas von Essen
- Stormästare hösten 2023: Klara Doktorow
- Stormästare våren 2024: Stefan Holm
- Stormästare hösten 2024: Kirsty Armstrong
- Stormästare våren 2025: Stefan Holm

## Jeopardylotten
Från 27 februari till 8 juni 2006 samarbetade Jeopardy med Folkspel. För 25 kronor kunde tittarna köpa en skraplott som man använde i programmet. Varje lott gällde för en spelvecka. I TV-programmet hade alla frågor en tillhörande siffra mellan 1 och 30. För varje speldag fanns på lotten fyra av dessa nummer markerade. Dolde sig en dubbelchans bakom ett av de fyra numren som gällde för den aktuella speladagen fick man en markering. Spelaren vann om den fick tre eller fler markeringar korrekta. 
Spelarna i frågesporten satt i tre pultar numrerade mellan 1 och 3. För varje dag fanns ett pultnummer. Blev ditt pultnummer stormästare under hela veckans spelomgång eller under de tre sista vann också spelaren. Innan lotteriet startade satt stormästaren på den tredje pulten, men under tiden som lotteriet fanns slumpades pulten som stormästaren skulle sitta på. På lotten fanns också ett två siffrigt lottnummer som i programmet kunde tiodubbla vinsten samt ett Jeopardynummer som kunde ge extra vinstchans.